# Neurofibrom
Neurofibrom je nezhoubný nádor vyrůstající z nervového obalu, podobný neurinomu. Často jím trpí pacienti s neurofibromatózou prvního typu (NF1). Projevuje se širokým rozsahem postižení v oblasti bolesti a kognitivních funkcí. Nemoc vzniká z neomyelinizujích Schwanových buněk, které vykazují neaktivní NF1 gen, který kóduje neurofibromin. Neurofibrom se dělí na dva základní podtypy: dermalní a plexiformní.

## Diagnóza a léčba
Většinou tvoří dobře ohraničenou neopouzdřenou lézi v submukóze, histologicky sestávající z protáhlých a zvlněných vřetenitých buněk s blandními zašpičatělými jádry. Imunohistochemicky lze prokázat polymorfní složení nádoru ze Schwannových buněk, fibroblastů, axonů a případně i perineurálních buněk. Oba typy se léčí operativním odstraněním.